# 詹姆斯·文森佐·卡彭
理查·詹姆斯·「雙槍」·哈特（Richard James "Two-Gun" Hart，本名詹姆斯·文森佐·卡彭〔James Vincenzo Capone〕，1892年3月28日—1952年10月1日）是一名美國狙擊兵和具有牛仔風格的禁酒探員，也是黑幫艾爾·卡彭、法蘭克·卡彭以及雷夫·卡彭最年長的哥哥。

## 早年
卡彭在1892年出生於意大利薩萊諾省的安格里。他是理髮師Gabriele Capone和女裁縫Teresa Raiola的九個孩子中的第一個。1895年，他和他的家人，包括他的弟弟雷夫一起移民到美國，在布魯克林市中心定居。他加上名字詹姆斯（James）來為自己美國化，而他在美國的早年，他的弟弟妹妹法蘭克、艾爾、Ermina、John、Albert、Matthew和Mafalda Maritote都出世。

## 生涯
卡彭在16歲時離家出走，從布魯克林搬到內布拉斯加州，在一次街頭幫派打鬥中，他的弟弟兼後來得到綽號「疤面」（Scarface）的艾爾，被砍傷並留下了著名的傷疤。文森佐為了保護艾爾，把襲擊者推開到一扇玻璃窗。由於擔心遭到報復，他就逃離紐約市，加入了馬戲團當雜工。最終選用了他偶像，也就是1920年代西部牛仔無聲電影中最重要的明星威廉·S·哈特的姓氏。他還盡可能地用了該演員的角色，「甚至長期愛慕這個電影明星而獲得了『雙槍』的綽號」。
他努力甩掉布魯克林口音，並試圖掩蓋他的意大利血統。他在第一次世界大戰中入伍陸軍，在法國服役並獲得任命為中尉。
戰後，卡彭合法地改名為理查·詹姆斯·哈特（Richard James Hart），部分是為了紀念他最喜歡的牛仔電影明星威廉·S·哈特。他於1919年結婚，很快便成為一名聯邦禁酒探員，在內布拉斯加州的荷馬成家立室。經過一連串成功針對私酒販的襲擊後，他獲得了「雙槍」哈特的綽號。
1926年，哈特成為印第安事務局的特別探員。他被指派到南達科他州的夏延河印第安保留區。在那裡，他曾經負責保護卡爾文·柯立芝總統及其家人訪問黑山。他後來被轉移到華盛頓州的史坡堪印第安保留區。他在該地區逮捕了至少20名被通緝的殺手，而且追捕印第安違法者和追捕走私月光酒的人（moonshiners），摧毀他們的蒸餾器。他曾在愛達荷州普拉默的科達倫保留區擔任執法官。
他從報紙上得知兄妹們的犯罪生活，當時他們的事績成為全國性的新聞。

## 晚年
他在1931年返回荷馬做禁酒探員。隨著兩年後廢除禁酒令，他成了一名太平紳士。1950年代早期，報社記者們得知他與芝加哥黑幫的親屬關係。他於1952年在內布拉斯加州的荷馬因心臟病發作而去世，享年60歲。

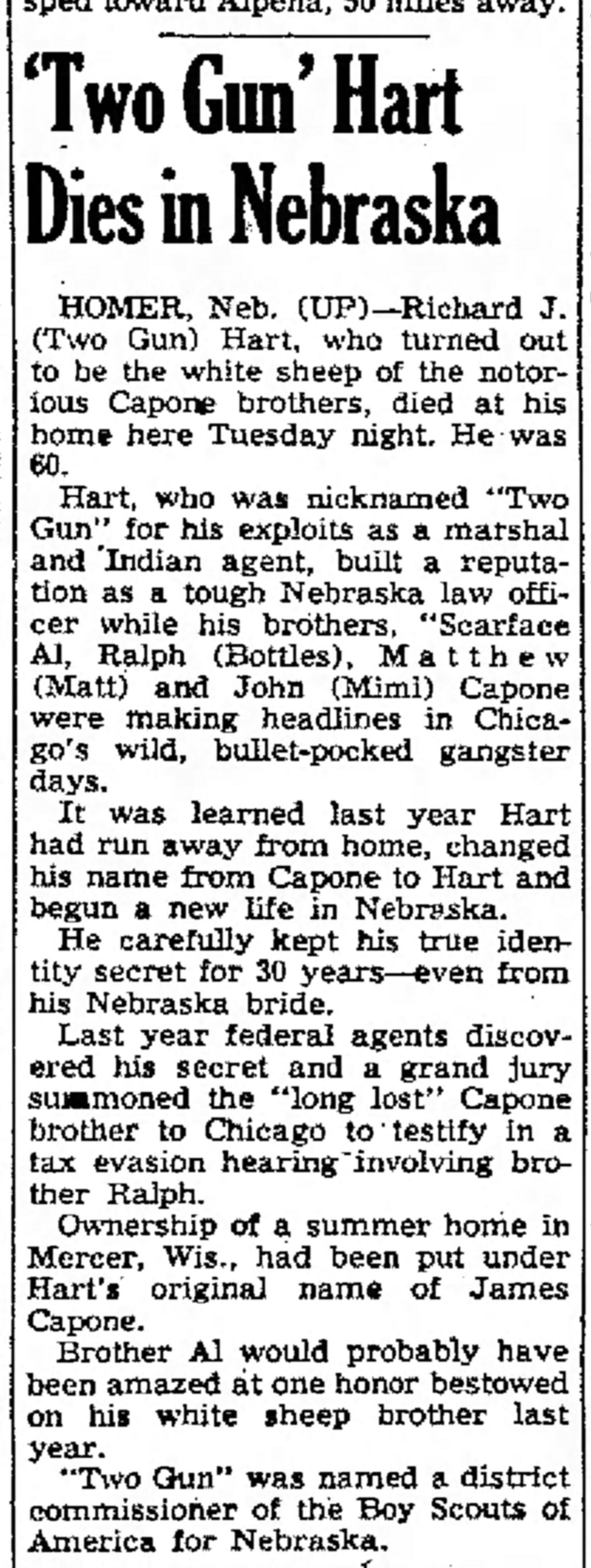
當地的報紙報導了詹姆斯·文森佐·卡彭的死

## 流行文化
1990年電視電影《The Lost Capone》虛構化了他的生平，由安得廉·培斯特飾演他。

## 外部連結
- The Capone brothers, including James Capone/Richard Hart
- Biography
- Find A grave （页面存档备份，存于）